# Gonice
Gonice – wieś w Polsce położona w województwie wielkopolskim, w powiecie wrzesińskim, w gminie Września.
W latach 1975–1998 miejscowość administracyjnie należała do województwa poznańskiego.
Na południowym skraju wsi znajdują się pozostałości cmentarza ewangelickiego. W 2014 odsłonięto tu kamień z tablicą pamiątkową, na której umieszczono cytat z Apokalipsy św. Jana: Błogosławieni są odtąd umarli, którzy w Panu umierają. Pomnik powstał z inicjatywy sołtys Elżbiety Roszak-Krawczyk. Na uroczystości odsłonięcia monumentu, która odbyła się 19 września 2014, oprócz burmistrza Wrześni, obecny był m.in. burmistrz Garbsen, Hartmut Büttner. Ustawiono również krzyż z tablicami nagrobnymi ufundowany przez parafię ewangelicko-augsburską w Poznaniu oraz posadzono okolicznościowy dąb.